# Norbert Klein
Norbert Pieter Marie (Norbert) Klein (Hengelo, 1 maart 1956 – Hoevelaken, 31 augustus 2021) was een Nederlands politicus. Van 20 september 2012 tot 23 maart 2017 was hij lid van de Tweede Kamer. Tot dan was hij zelfstandig subsidieadviseur. Na het vertrek van Henk Krol werd hij op 7 oktober 2013 fractievoorzitter van 50PLUS. Hij behield deze positie tot 12 juni 2014, toen hij zijn lidmaatschap van deze partij opzegde. Vervolgens vormde hij als Tweede Kamerlid een eenmansfractie.

## Politieke carrière
Klein studeerde van 1976 tot 1984 rechten aan de Katholieke Universiteit Nijmegen. Van 1978 tot 1980 maakte hij deel uit van het hoofdbestuur van de JOVD. In Nijmegen was hij van 1982 tot 1989 gemeenteraadslid namens de VVD. Van 1983 tot 1986 was hij voor deze partij lid van de Partijraad en van 1991 tot 2003 zat hij in de Provinciale Staten van Gelderland. Alhoewel hij in 2006 zijn VVD lidmaatschap al eens opzegde, verliet Klein de partij definitief in 2011. In 2012 kwam Klein namens 50PLUS in de Tweede Kamer. Na het vertrek van Henk Krol in 2013 nam Klein de functie van fractievoorzitter over.
Op 28 mei 2014 werd Martine Baay-Timmerman, de opvolgster van Krol, door Klein uit de Tweede Kamerfractie van 50PLUS gezet. Hierop zegde het hoofdbestuur van 50PLUS het vertrouwen in Klein op. Hij weigerde zijn zetel op te geven en bleef daarom conform de reglementen van de Tweede Kamer nog steeds de fractievoorzitter van 50PLUS. De partij zelf beschouwde Baay-Timmerman echter als degene door wie zij werd vertegenwoordigd. Hierop besloot het bestuur van de Tweede Kamer dat er twee fracties 50PLUS in de kamer bleven: 50PLUS/Baay-Timmerman en 50PLUS/Klein. Het partijbestuur was voornemens Klein te royeren. Op 12 juni zegde Klein zelf zijn partijlidmaatschap op. Klein werkte als Tweede Kamerlid samen met het Eerste Kamerlid Kees de Lange (Onafhankelijke Senaatsfractie, verkozen via samenwerking met 50PLUS). Op 13 november 2014 maakte Klein bekend als zelfstandig Kamerlid verder te gaan, zonder associatie met 50Plus. Hij verliet toen ook de Tweede Kamercommissie voor de Inlichtingen- en veiligheidsdiensten waar hij als fractievoorzitter van 50PLUS tot dan toe deel van had uitgemaakt.
Eind november 2014 kondigde hij een nieuwe politieke partij aan, die op 9 december dat jaar gelanceerd werd als de Vrijzinnige Partij. Na de Tweede Kamerverkiezingen 2017 was hij, sinds 23 maart 2017, geen parlementslid meer.
In juni 2017 werd hij bevorderd tot Ridder in de Orde van Oranje Nassau.
Op 3 januari 2021 maakte de politieke partij Vrij en Sociaal Nederland (VSN) bekend dat Klein op de kieslijst was gezet bij de Tweede Kamerverkiezingen 2021. Hij werd nummer 8 op de lijst en VSN behaalde 942 stemmen (0,01% van het totaal), niet voldoende voor een zetel.

## Mediacarrière
Van maart tot november 2005 was hij interim-bestuursvoorzitter van de AVRO, van januari 1985 tot december 2010 was hij lid van de verenigingsraad van deze omroep.

## Privé
Zijn echtgenote Marly Klein-Schuurs was wethouder voor de VVD in Nijkerk. Norbert Klein overleed op 65-jarige leeftijd.